# Tranås
Tranås è una città della Svezia nella contea di Jönköping, di 14.017 abitanti secondo il censimento del 2005. La città è capoluogo del comune omonimo.